# 洛倫佐·索內戈
洛倫佐·索內戈（Lorenzo Sonego，1995年5月11日—）是意大利的一位職業網球運動員。他的迄今ATP最高排名記錄是21位，在2021年10月4日創下。他的最高ATP雙打排名記錄則是60位。他在2016年的BNL意大利國際賽上出道成為職業選手。

## 外部連結
- 洛倫佐·索內戈（英文/西班牙文）的官方資料
- {{ITF profile}} 模板参数使用了ITF的url中已弃用的数字ID，请参见en:Template:ITF profile。